# Liga de Voleibol Superior Masculino 1986
La Liga de Voleibol Superior Masculino 1986 si è svolta nel 1986: al torneo hanno partecipato 16 franchigie portoricane e la vittoria finale è andata per la settima volta, la seconda consecutiva, ai Changos de Naranjito.

## Regolamento
La competizione vede le quindici franchigie partecipanti divise in due gruppi, detti Sezione A e Sezione B, e posti in posizione gerarchica tra loro:
- Nella Sezione A concorrono otto franchigie, che danno vita ad un girone all'italiana:

Le prime sei classificate accedono ai quarti di finale dei play-off scudetto, dove si affrontano accoppiate col metodo della serpentina al meglio delle cinque gare ai quarti di finale e in semifinale, mentre la finale si gioca al meglio delle sette gare.
Le ultime due classificate della Sezione A affrontano in gara unica le prime due classificate della Sezione B, venendo accoppiate col metodo della serpentina e giocando un round-robin, con le prime due classificate che accedono ai play-off scudetto.
- Nella Sezione B concorrono otto franchigie, che danno vita ad un girone all'italiana:

Le prime due classificate accedono al round-robin per la promozione.
Le squadre classificate al terzo e al quarto posto accedono ad un torneo valevole per la sola classifica finale, venendo accoppiate col metodo della serpentina con le due formazioni perdenti al round-robin per la promozione, giocando semifinali e finale al meglio delle cinque gare.

## Squadre partecipanti[1]
| Sezione A: - Atléticos de San Germán - Bravos de Cidra - Caribes de San Sebastián - Changos de Naranjito - Delfines de Trujillo - Patateros de Sabana - Plataneros de Corozal - San Lorenzo | Sezione B: - Bucaneros de Arroyo - Cafeteros de Yauco - Criollos de Caguas - Gigantes de Adjuntas - Leñeros de Lares - Leones de Ponce - Montañeses de Utuado - Playeros de San Juan |

## Campionato[1]

### Sezione A

#### Regular season

##### Classifica
| Pos. | Squadra                  | Pt | G  | V  | P  | SV | SP | Ratio | PF | PS | Ratio |
| ---- | ------------------------ | -- | -- | -- | -- | -- | -- | ----- | -- | -- | ----- |
| 1    | Changos de Naranjito     | 50 | 28 | 25 | 3  |    |    |       |    |    |       |
| 2    | Plataneros de Corozal    | 42 | 28 | 21 | 6  |    |    |       |    |    |       |
| 3    | Guayacanes de Guayanilla | 36 | 28 | 18 | 10 |    |    |       |    |    |       |
| 4    | Mets de Guaynabo         | 32 | 28 | 16 | 12 |    |    |       |    |    |       |
| 5    | Caribes de San Sebastián | 30 | 28 | 15 | 13 |    |    |       |    |    |       |
| 6    | Delfines de Trujillo     | 24 | 28 | 12 | 16 |    |    |       |    |    |       |
| 7    | Leñeros de Lares         | 6  | 28 | 3  | 25 |    |    |       |    |    |       |
| 8    | Cafeteros de Yauco       | 4  | 28 | 2  | 26 |    |    |       |    |    |       |

| Ai play-off scudetto |

#### Play-off

##### Round-robin

###### Tabellone
|  | Quarti di finale | Quarti di finale         | Quarti di finale         |                       |                          | Semifinali            | Semifinali | Semifinali |  |  | Finale | Finale               | Finale |
|  |                  |                          |                          |                       |                          |                       |            |            |  |  |        |                      |        |
|  | 1                | Changos de Naranjito     | 3                        |                       |                          |                       |            |            |  |  |        |                      |        |
|  | 8                | Atléticos de San Germán  | 0                        |                       |                          |                       |            |            |  |  |        |                      |        |
|  | 8                | Atléticos de San Germán  | 0                        |                       | 1                        | Changos de Naranjito  | 3          |            |  |  |        |                      |        |
|  |                  |                          |                          |                       | 1                        | Changos de Naranjito  | 3          |            |  |  |        |                      |        |
|  |                  | 5                        | Caribes de San Sebastián | 0                     |                          |                       |            |            |  |  |        |                      |        |
|  | 4                | 5                        | Caribes de San Sebastián | 0                     | Mets de Guaynabo         | 1                     |            |            |  |  |        |                      |        |
|  | 4                |                          |                          |                       | Mets de Guaynabo         | 1                     |            |            |  |  |        |                      |        |
|  | 5                | Caribes de San Sebastián | 3                        |                       |                          |                       |            |            |  |  |        |                      |        |
|  |                  |                          |                          |                       |                          |                       |            |            |  |  | 1      | Changos de Naranjito | 4      |
|  |                  |                          | 2                        | Plataneros de Corozal | 1                        |                       |            |            |  |  |        |                      |        |
|  | 2                | Plataneros de Corozal    | 3                        |                       |                          |                       |            |            |  |  |        |                      |        |
|  | 7                | Tigres de Ensenada       | 0                        |                       |                          |                       |            |            |  |  |        |                      |        |
|  | 7                | Tigres de Ensenada       | 0                        |                       | 2                        | Plataneros de Corozal | 3          |            |  |  |        |                      |        |
|  |                  |                          |                          |                       | 2                        | Plataneros de Corozal | 3          |            |  |  |        |                      |        |
|  |                  | 3                        | Guayacanes de Guayanilla | 0                     |                          |                       |            |            |  |  |        |                      |        |
|  | 3                | 3                        | Guayacanes de Guayanilla | 0                     | Guayacanes de Guayanilla | 3                     |            |            |  |  |        |                      |        |
|  | 3                |                          |                          |                       | Guayacanes de Guayanilla | 3                     |            |            |  |  |        |                      |        |
|  | 6                | Delfines de Trujillo     | 2                        |                       |                          |                       |            |            |  |  |        |                      |        |

#### Round-robin per la promozione

##### Classifica
| Pos. | Squadra                 | Pt | G | V | P | SV | SP | Ratio | PF | PS | Ratio |
| ---- | ----------------------- | -- | - | - | - | -- | -- | ----- | -- | -- | ----- |
| 1    | Tigres de Ensenada      | 4  | 3 | 2 | 1 |    |    |       |    |    |       |
| 2    | Atléticos de San Germán | 4  | 3 | 2 | 1 |    |    |       |    |    |       |
| 3    | Leñeros de Lares        | 4  | 3 | 2 | 1 |    |    |       |    |    |       |
| 4    | Cafeteros de Yauco      | 0  | 3 | 0 | 3 |    |    |       |    |    |       |

| Ai play-off scudetto e promosse o confermate in Sezione A |

### Sezione B

#### Regular season

##### Classifica
| Pos. | Squadra                 | Pt | G  | V  | P  | SV | SP | Ratio | PF | PS | Ratio |
| ---- | ----------------------- | -- | -- | -- | -- | -- | -- | ----- | -- | -- | ----- |
| 1    | Tigres de Ensenada      | 52 | 27 | 26 | 1  |    |    |       |    |    |       |
| 2    | Atléticos de San Germán | 44 | 28 | 22 | 6  |    |    |       |    |    |       |
| 3    | Leones de Ponce         | 31 | 27 | 16 | 11 |    |    |       |    |    |       |
| 4    | Gigantes de Adjuntas    | 28 | 28 | 14 | 14 |    |    |       |    |    |       |
| 5    | Montañeses de Utuado    | 28 | 28 | 14 | 14 |    |    |       |    |    |       |
| 6    | Playeros de San Juan    | 24 | 27 | 12 | 15 |    |    |       |    |    |       |
| 7    | Criollos de Caguas      | 10 | 28 | 5  | 23 |    |    |       |    |    |       |
| 8    | Bucaneros de Arroyo     | 2  | 27 | 1  | 26 |    |    |       |    |    |       |

| Ai play-off promozione |

#### Gara di spareggio
|  | Gara di spareggio |                      |   |  |
|  |                   |                      |   |  |
|  | 4                 | Gigantes de Adjuntas | 1 |  |
|  | 5                 | Montañeses de Utuado | 0 |  |

#### Play-off

##### Tabellone
|  | Semifinali           | Semifinali           | Semifinali      |                 |                  | Finale           | Finale | Finale |  |
|  |                      |                      |                 |                 |                  |                  |        |        |  |
|  | Leñeros de Lares     | Leñeros de Lares     | 3               |                 |                  |                  |        |        |  |
|  | Leñeros de Lares     | Leñeros de Lares     | 3               |                 |                  |                  |        |        |  |
|  | Gigantes de Adjuntas | Gigantes de Adjuntas | 0               |                 |                  |                  |        |        |  |
|  | Gigantes de Adjuntas | Gigantes de Adjuntas | 0               |                 | Leñeros de Lares | Leñeros de Lares | 3      |        |  |
|  |                      |                      |                 |                 | Leñeros de Lares | Leñeros de Lares | 3      |        |  |
|  |                      |                      | Leones de Ponce | Leones de Ponce | 0                |                  |        |        |  |
|  | Cafeteros de Yauco   | Cafeteros de Yauco   | Leones de Ponce | Leones de Ponce | 0                | 1                |        |        |  |
|  | Cafeteros de Yauco   | Cafeteros de Yauco   |                 |                 |                  |                  |        |        |  |
|  | Leones de Ponce      | Leones de Ponce      | 3               |                 |                  |                  |        |        |  |